# Praktiker
Praktiker a fost o companie din Germania cu peste 436 de magazine de bricolaj în 9 țări. În urma falimentului magazinelor din Germania din 2013, compania și-a vândut subsidiarele externe.  Compania germană a intrat în România în septembrie 2002 prin deschiderea de magazine în vecinătatea magazinelor Metro, ajungând în 2017 la 27 de magazine.
Subsidiarele externe nu au fost afectate de faliment și au fost vândute către diferite companii, numele Praktiker fiind în continuare utilizat în Bulgaria, Grecia, Ungaria și Turcia. Magazinele au fost redenumite în România, Polonia, Ucraina și Luxemburg. 
Compania Praktiker România a fost vândută în 2014 către firma Search Chemicals, controlată de omul de afaceri turc Omer Susli, care a continuat sa folosească o perioadă marca Praktiker. Ulterior în 2017 a revândut compania către grupul Kingfisher care în 2019 a redenumit și redeschis sub marca Brico Dépôt, 20 din cele 27 de magazine. Celelalte 7 magazine au fost închise, iar o parte preluate de alți retaileri, Homelux în Ploiești și Focșani, și Jumbo în Voluntari și Bacău.     
A făcut parte din grupul Metro din 1995 până în 2006. Praktiker a avut în planuri deschiderea unui magazin în Chișinău în 2009.